# Яребично
Яребично (болг. Яребично) — село в Болгарии. Находится в Тырговиштской области, входит в общину Антоново. Население составляет 1 человек (2022).

## Политическая ситуация
Яребично подчиняется непосредственно общине и не имеет своего кмета.
Кмет (мэр) общины Антоново — Танер Мехмед Али (ДПС) по результатам выборов в правление общины.